# 자궁 오르가슴
자궁 오르가슴은 질 끝, 전방 질벽 근처의 자궁경부 아래에 있는 질천장을 운동시키고 자극함으로써 얻는, 자궁으로의 간접적인 접촉으로 유발된다. 이 오르가슴의 느낌은 음핵 자극으로 얻는 그것과는 전혀 다른 것으로 알려져 있다. 이것은 짧게 지속되는 오르가슴임에도(보통 30초 미만), 대부분 단번에 매우 만족스러운 느낌을 가져다 주지만, 많은 여성이 이를 경험하지 못한다.

## 요약
자궁 오르가슴은 근육의 반복적인 수축과의 연관성이 없기 때문에, 매우 감정적 성향이 강한 경험이라고 볼 수 있다. 이렇게 무시할 수 없을 만큼의 감정 변화는 옥시토신과 무호흡 반응의 두드러진 증가로 특징 지어진다. 이 무호흡 반응은 후두로 하여금 오르가슴 시에 일시적으로 호흡을 멈추도록 하며, 강렬하게 숨을 내쉬어 탄성을 내지르는 것과 헐떡거림을 유발한다. 이때 근육의 긴장을 풀기 위해, 때때로 웃음, 울음, 비명 등을 동반하기도 한다. 자궁 오르가슴을 겪는 도중에는, 자궁경부가 강하고 빠르게 밀어 올려져, 복막이라고 하는 민감한 막을 자극하게 된다.

## 같이 보기
- 자궁
- 오르가슴